# Bycanistes subcylindricus
Bycanistes subcylindricus е вид птица от семейство Носорогови птици (Bucerotidae).

## Разпространение
Видът е разпространен в Ангола, Бенин, Бурунди, Габон, Гана, Гвинея-Бисау, Екваториална Гвинея, Камерун, Демократична република Конго, Република Конго, Кот д'Ивоар, Кения, Либерия, Нигерия, Руанда, Сиера Леоне, Судан, Танзания, Того, Уганда, Централноафриканската република и Южен Судан.